# Serjania fuscostriata
Serjania fuscostriata är en kinesträdsväxtart som beskrevs av Ludwig Radlkofer. Serjania fuscostriata ingår i släktet Serjania och familjen kinesträdsväxter. Inga underarter finns listade i Catalogue of Life.